# Er ya
Le Er ya (chinois traditionnel : 爾雅 ; chinois simplifié : 尔雅 ; pinyin : ěr yā) est le plus ancien dictionnaire chinois, composé dans les derniers siècles av. J.-C. Il est l'un des treize Classiques confucéens.
Bien qu'attribué au duc de Zhou (XIe siècle av. J.-C.), le Er ya date plutôt de la fin de l'Antiquité ou du début des Han (-206 – 220).
Le Er ya est divisé en dix-neuf parties : les synonymes forment les trois premières, les seize autres sont des listes de vocabulaire réparti en catégories sémantiques. Il contient 5 000 caractères.